# Sogni (programma televisivo)
Sogni è stato un programma televisivo andato in onda dal 7 febbraio 2004 su Rai Uno tutti i sabati alle 20:50 per sette puntate in diretta dall'Auditorium Rai del Foro Italico di Roma, condotto da Raffaella Carrà, per la regia di Sergio Japino.
Il varietà intendeva realizzare desideri di gente comune: dalla ragazza che sognava di partecipare al gran ballo delle debuttanti, alla bambina che fantasticava di farsi un bagno insieme ai delfini in un mare cristallino, passando per la famiglia che desiderava una casa ristrutturata e la signora che si è sacrificata tutta la vita per la sua famiglia e che voleva trascorrere un fine settimana dedicato finalmente solo a se stessa.
Lo show è nato da un format francese dal titolo Le rêve d'un jour, con la differenza che quest'ultimo andava in onda una volta al mese, con sette mesi di preparazione, mentre Sogni faceva una puntata a settimana con una preparazione di un mese e mezzo: ciascun autore seguiva un sogno, impiegandovi un nutrito entourage di tecnici ed assistenti.
La sigla, Vuol dire crescere, cantata da Raffaella Carrà, fu appositamente scritta per il programma. Gli autori furono G. Carella e G. De Stefani per la composizione musicale, mentre il testo fu scritto da Antonello Venditti. Gli autori del programma erano Fausto Enni, Ivano Balduini, Alessandra Bisegna, Antonio Miglietta, Ernesto Marra e Danilo Antonelli.

## Puntate e ascolti
| Puntata | Messa in onda    | Ospiti                     | Telespettatori | Share  | Fonte |
| ------- | ---------------- | -------------------------- | -------------- | ------ | ----- |
| 1       | 7 febbraio 2004  | Renato Zero                | 7.092.000      | 31,58% | [ 2 ] |
| 2       | 14 febbraio 2004 | Gigi Proietti              | 6.475.000      | 30,42% | [ 3 ] |
| 3       | 21 febbraio 2004 | Giorgio Panariello         | 5.806.000      | 24,24% | [ 4 ] |
| 4       | 28 febbraio 2004 |                            | 6.500.000      | 27,85% | [ 5 ] |
| 5       | 13 marzo 2004    |                            | 5.332.000      | 25,76% | [ 6 ] |
| 6       | 20 marzo 2004    | Roberto Bolle              | 5.526.000      | 24,26% |       |
| 7       | 27 marzo 2004    | Paolo Bonolis, Lucio Dalla | 5.291.000      | 25,66% |       |